# Hongkongs internationella flygplats
Hongkongs Internationella flygplats (香港国际机场; 香港國際機場; Xiānggǎng guójìjīchǎng) invigdes 1998 och är Hongkongs internationella flygplats. Flygplatsen är även känd under namnet Chek Lap Koks flygplats då den är byggd på den delvis konstgjorda ön Chek Lap Kok.
Hongkongs Internationella flygplats har två terminaler (T1 och T2) som upptar totalt 710 000 m², och hela flygplatsområdet upptar 1 255 hektar. Hongkongs Internationella flygplats trafikeras av mer än 100 olika flygbolag till drygt 190 destinationer. 2015 var passagerantalet 68,5 miljoner. Linje Airport Express (AEL) i Hongkongs tunnelbana trafikerar flygplatsen.

## Historia
Hongkongs tidigare flygplats, Kai Tak Airport låg nästan mitt i staden, men med tanke på flygtrafikökning, buller och den farliga inflygningen behövdes en ny flygplats. 1989 offentliggjordes planen på att den nya flygplatsen skulle byggas. Den nya flygplatsen placerades två mil utanför staden på den konstgjorda ön som började uppföras 1993. Öppningsceremonin  hölls 21 juni 1998 och den 6 juli landade och avgick de första flygplanen från Hongkongs Internationella flygplats.

## Galleri

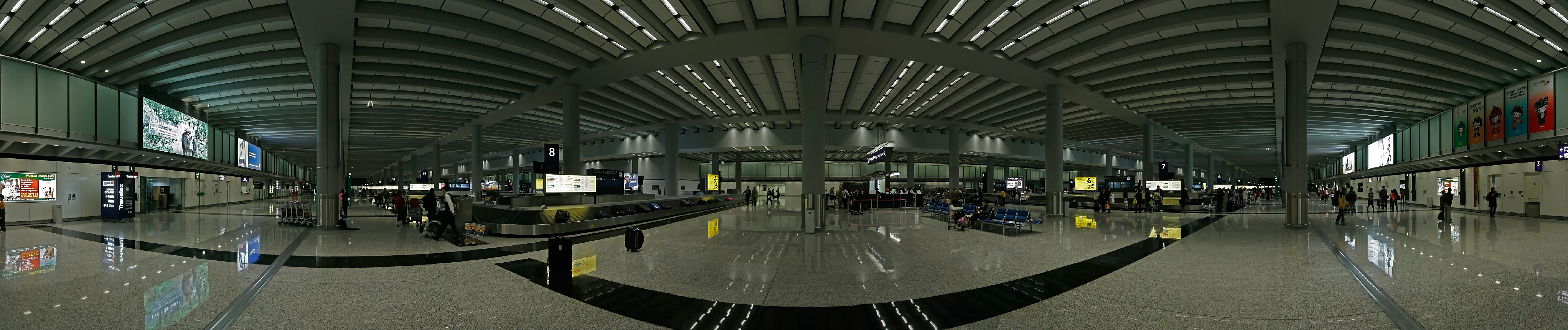
Bagageutlämningshallen i Hongkongs internationella flygplats.

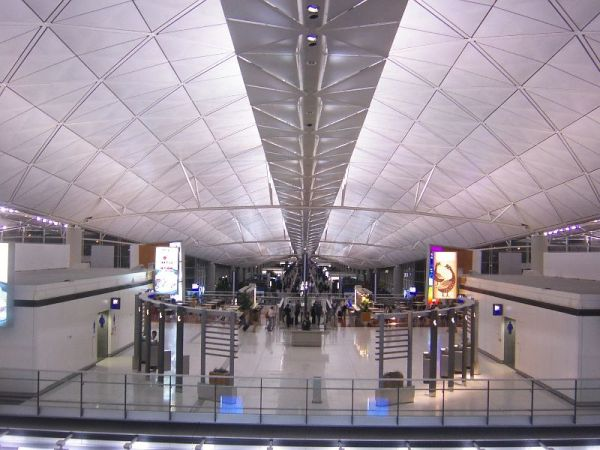
Terminal 1 (T1)
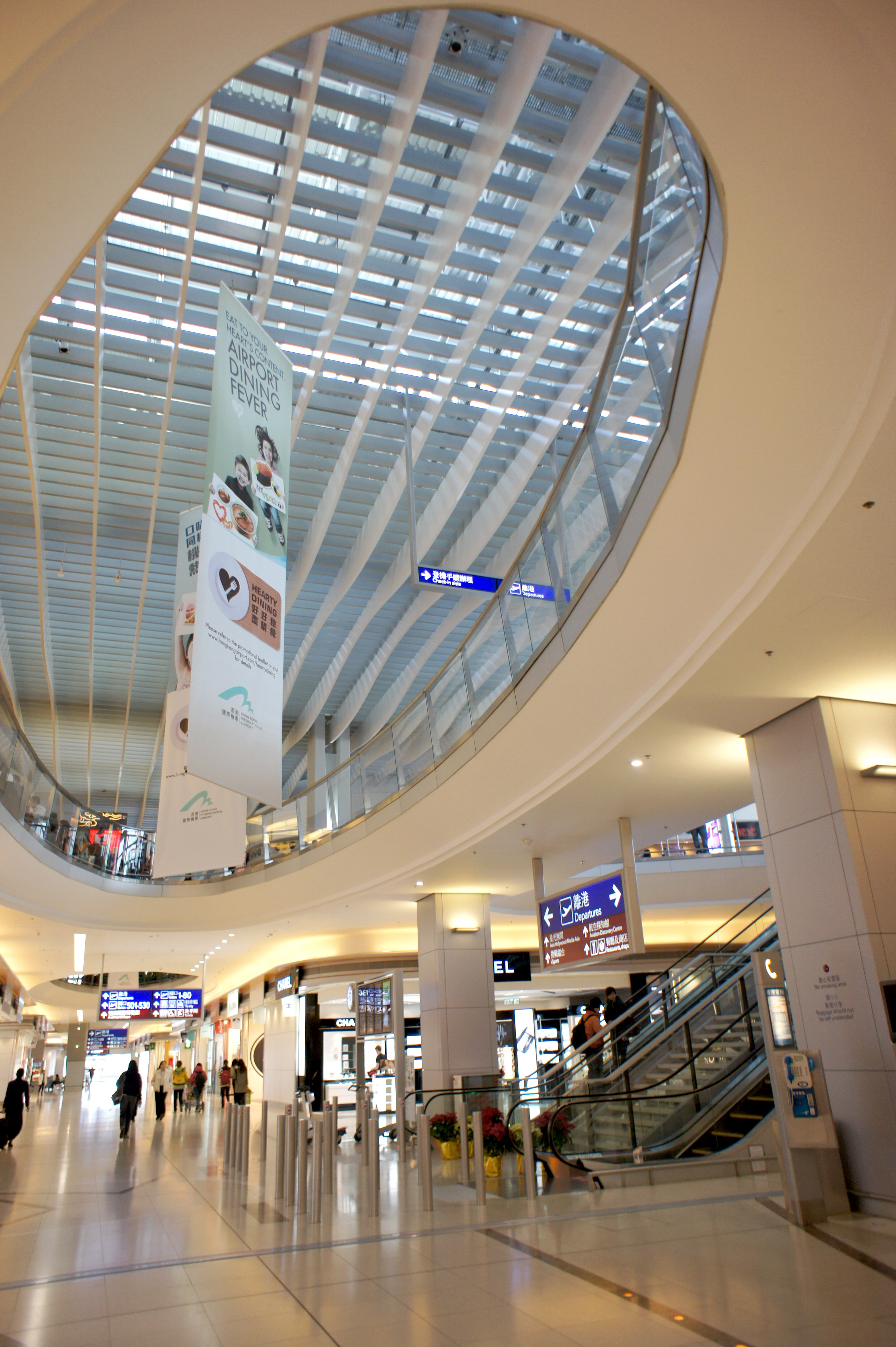
Terminal 2 (T2)
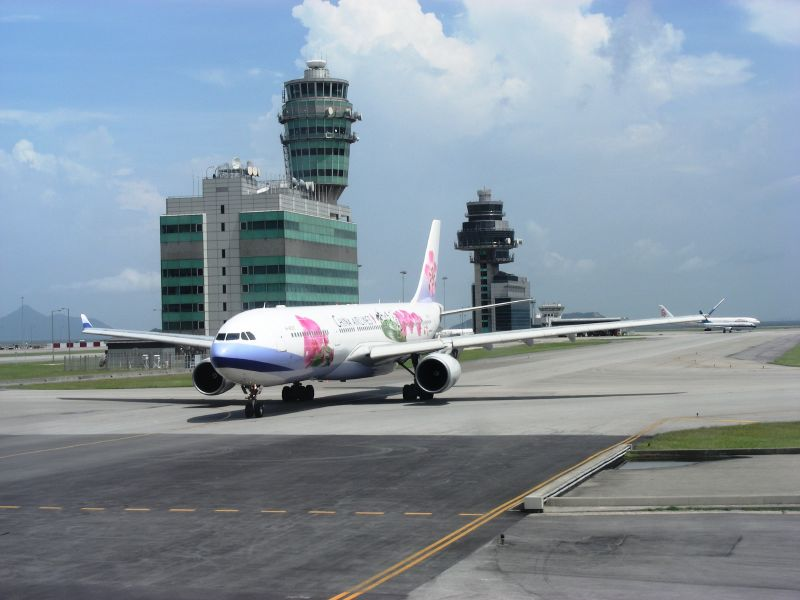
Ett flygplan från China Airlines. Hongkongs internationella flygplats i bakgrunden
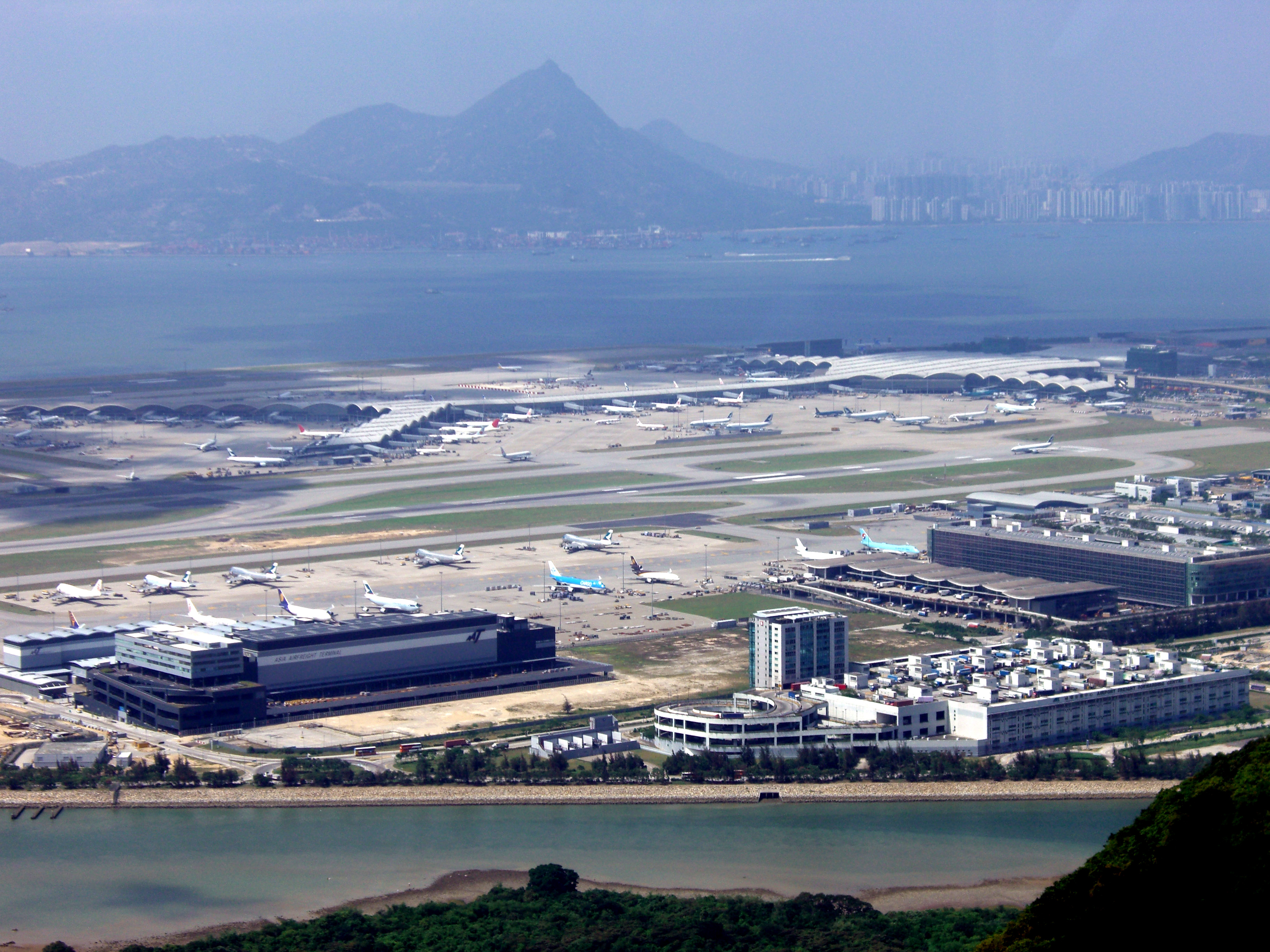
Hongkongs internationella flygplats fotograferad från kabinbanan Ngong Ping 360.
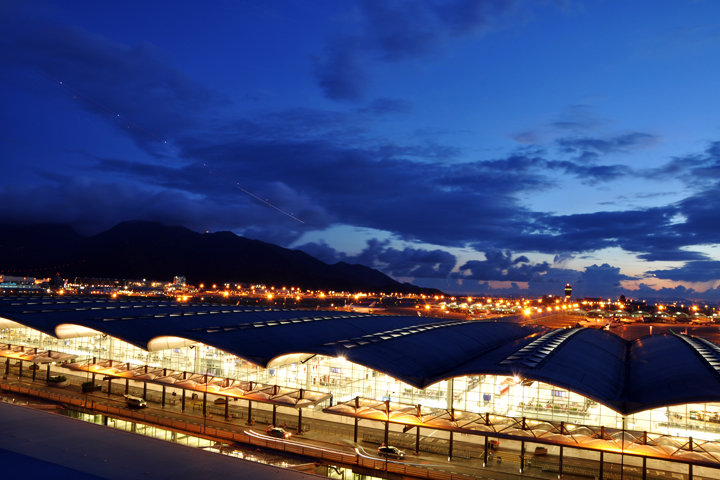
Flygplatsens exteriör i nattbelysning.
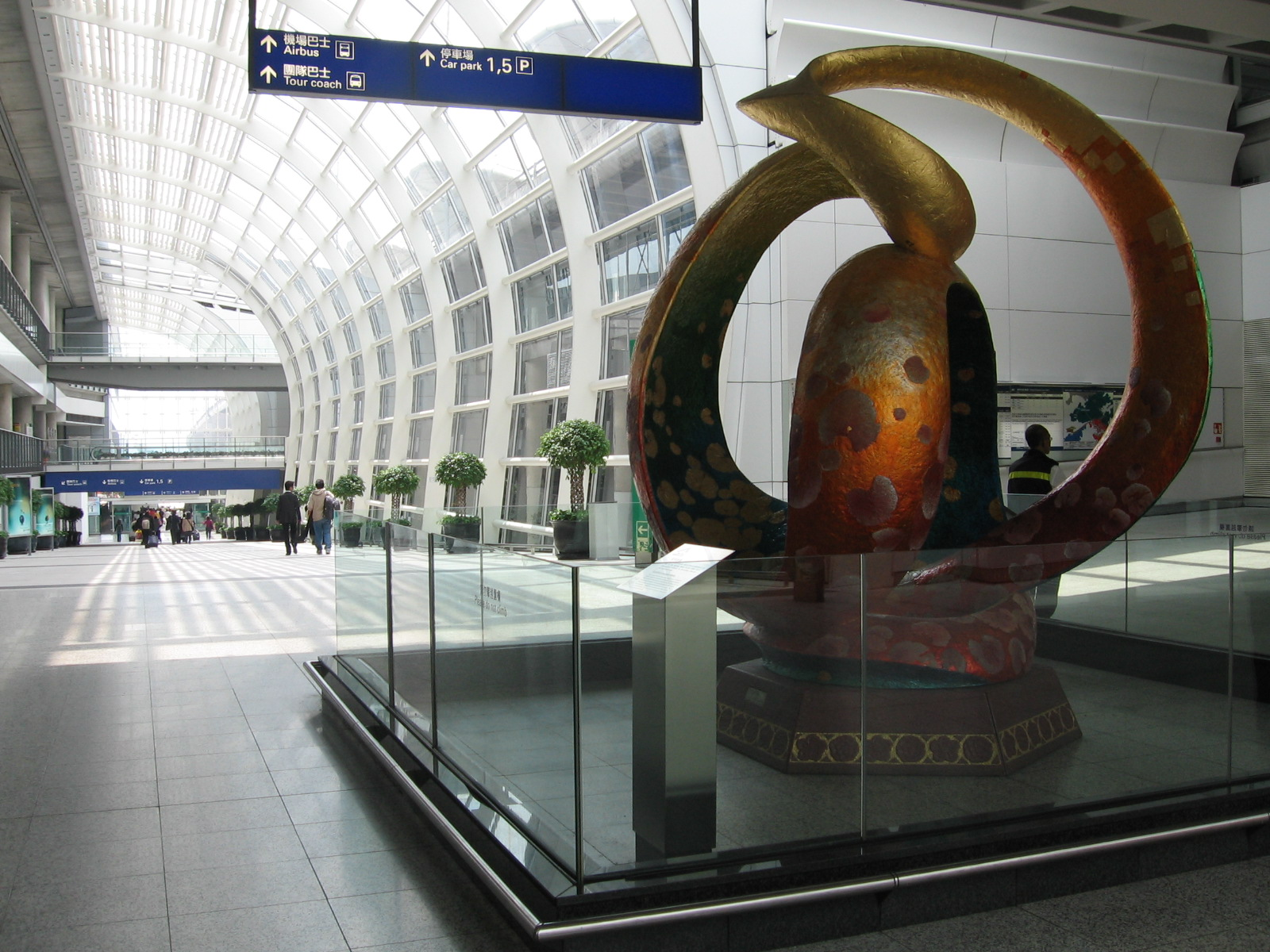
Ankomsthallen